# Batalla de Akroinon
La batalla de Akroinon se libró el año 740 —es un error común situarla en 739— como parte de las guerras árabo-bizantinas, entre el ejército árabe del Califato omeya y las fuerzas del Imperio bizantino. Con anterioridad, los árabes habían realizado incursiones regulares en la península de Anatolia, y la expedición omeya del 739 fue una de las mayores que se hicieron en ese tiempo, con tres grupos invasores separados. Una de estas fuerzas, conformada por 20 000 hombres al mando de Abdallah al-Battal y al-Malik ibn Shu'aib, se enfrentó a los bizantinos —comandados por el emperador León III el Isaurio y su hijo Constantino V en la localidad de Akroinon —o Akroinos, cerca de la actual ciudad de Afyonkarahisar— en la región de Frigia. La batalla finalizó en una decisiva victoria bizantina. Este resultado, junto a los problemas del Califato omeya en otros frentes de batalla y la inestabilidad interna antes y después de la revuelta abásida, pusieron fin a las incursiones árabes en Anatolia por cerca de tres décadas.
La batalla de Akroinon es considerada por muchos bizantinistas como un acontecimiento de extraordinaria importancia, muy superior a la batalla de Poitiers del 732, al detener los bizantinos una vez más el avance del islam en un momento en que Europa no estaba en condiciones de hacerle frente.

## Antecedentes
Desde el inicio de la conquista musulmana, el Imperio bizantino había sido el principal enemigo de estos, ya que era el Estado más grande —en tamaño, riquezas y poderío militar— que limitaba con el Califato omeya. Luego de la desastrosa batalla de Sebastópolis, los bizantinos mantuvieron una estrategia defensiva mientras que los musulmanes atacaban regularmente la península de Anatolia, territorio que estaba prácticamente en su totalidad bajo dominio bizantino.
Después del fallido intento de invadir la ciudad de Constantinopla entre los años 717 y 718, los omeyas desviaron por unos años su atención a otros lugares. En tanto, a partir de 720-721 retomaron las incursiones de forma regular: cada verano se iniciaban una o dos campañas —o «ṣawā'if»— que solían ir acompañadas de ataques navales o seguidas por una expedición de invierno —«shawātī»—. Estas no tenían como fin controlar el territorio, sino saquear y devastar las zonas rurales y, a veces, asaltar fortalezas y centros urbanos importantes. Los ataques de este período se limitaron en gran medida a la meseta central de Anatolia —principalmente en la región de Capadocia— y rara vez lograron alcanzar las zonas costeras de mayor lejanía.
En 723 el califa Hisham ibn Abd al-Malik (723-743) ascendió al trono de los omeyas en Damasco. Aunque en un primer momento dedicó su atención a la construcción de grandes infraestructuras, en 726 comenzó de nuevo la ofensiva contra el Imperio. Las invasiones fueron encabezadas por los generales más capaces del Califato, entre los que estaban algunos príncipes de la dinastía omeya, como Maslama ben Abd al-Malik Ibn-Marwan y los propios hijos de Hisham, Mu'awiya ibn Hisham y Sulayman ibn Hisham. Las ofensivas árabes se repitieron casi anualmente durante los siguientes trece años: según el cronista Teófanes el Confesor, en 726 y 730 invadieron Capadocia, arrasando su capital, la antigua ciudad de Cesarea; en 727 asediaron Nicea, en las cercanías de la propia Constantinopla; en 732, sus incursiones llegaron a alcanzar Paflagonia; en 734 y 737 invadieron Asia y en 736 y 738 «Romania» —es decir, el Imperio romano, sin especificar qué zona concreta; quizá se refiriera a su corazón, la región en torno al Bósforo y los Dardanelos—. El resultado de la violencia y los saqueos musulmanes fue la depauperación y ruina de la agricultura y de muchas ciudades milenarias.
Poco a poco el éxito de los ataques árabes se hizo cada vez menor, sobre todo porque sus recursos comenzaron a ser dirigidos al creciente conflicto con los jázaros. Sin embargo, continuó habiendo ataques, pero los cronistas árabes y bizantinos citan pocas conquistas efectivas de ciudades o fuertes. Luego de la victoria sobre los jázaros en el año 737 —lo que a su vez alivió la presión en la región del Cáucaso—, los árabes intensificaron sus campañas contra Bizancio: en el 738 y 739, Maslamah ibn Hisham logró varias victorias, entre ellas la conquista de la ciudad de Ancira —actual Ankara—. Durante el año 740, Hisham preparó la mayor expedición de su reinado, que puso bajo el mando de su hijo Sulayman Ibn Hisham.

## La batalla

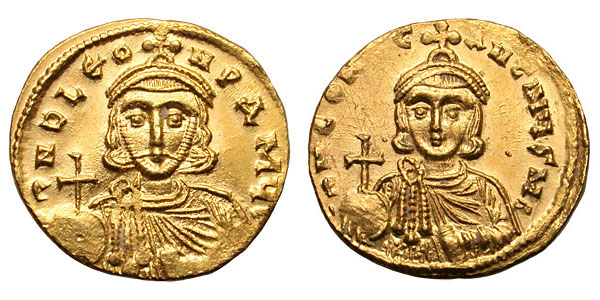
Sólido bizantino de oro con la figura de León III y su hijo Constantino V.

De acuerdo a la crónica de Teófanes el Confesor, la fuerza omeya totalizaba unos noventa mil hombres. De estos, diez mil hombres, con armamento ligero, fueron enviados a realizar incursiones en la costa occidental de Asia Menor, mandados por Yazid ibn al-Ghamr, seguidos por veinte mil más acaudillados por Abdallah al-Battal y al-Malik ibn Su'aib, que marcharon en vanguardia a través del thema de los Anatolios en dirección a la localidad de Akroinon. La fuerza principal, compuesta por sesenta mil hombres —este número puede ser una exageración de las fuentes— y comandada por Sulayman, se internó en la región de Capadocia.
León III tuvo que enfrentar entonces a la segunda fuerza invasora en Akroinon. No se conocen los detalles de la batalla, pero sí se sabe que el emperador obtuvo una victoria aplastante sobre sus enemigos: los dos comandantes árabes perecieron, así como la mayor parte de su ejército. Sin embargo, un grupo de seis mil ochocientos árabes resistió el ataque y logró replegarse hacia Sínada, donde se reunió con Sulayman, pero sufrió mucho por el hambre.
Suelyman corrió la región, pero fue incapaz de tomar ninguna ciudad o plaza fuerte, y se retiró con dificultades logísticas de vuelta a Siria. La otra división del ejército musulmán, que saqueó la costa del mar Egeo, regresó a Siria sin grandes bajas y con numerosos cautivos. El historiador cristiano-árabe Agapio de Hierápolis, del siglo x, también registró que los bizantinos tomaron prisioneros a cerca de veinte mil musulmanes.

## Efectos y consecuencias

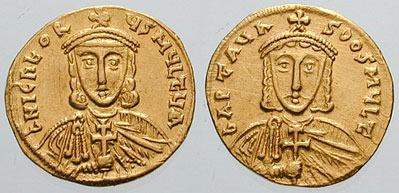
Monedas bizantinas en las que salen las caras de los emperadores bizantinos

La batalla de Akroinon fue un éxito para los bizantinos, al ser la primera gran victoria obtenida durante una batalla campal contra los árabes. Interpretada como la evidencia del apoyo renovado de Dios, la victoria sirvió igualmente para reforzar la creencia de León III en su política iconoclasta, adoptada algunos años antes.
Esta victoria abrió el camino para una postura más agresiva por parte de los bizantinos, puesto que en el 740 realizaron una incursión naval en las costas de Siria, cosa que no hacían desde 719, y atacaron la importante base árabe de Melitene. Sin embargo, aun con su capacidad militar en entredicho y sus tropas diezmadas, el Califato seguía siendo capaz de movilizar inmensas fuerzas, y tomó nuevamente la ofensiva. En 742 y 743, los omeyas espolearon una guerra civil entre Constantino V y Artabasdo y realizaron incursiones en Anatolia con relativa impunidad, aunque algunas fuentes árabes no reportan ninguna victoria importante durante estas invasiones. En 746 intentaron conquistar Chipre, pero su flota resultó completamente destruida. 
La derrota árabe en Akroinon se considera históricamente una «batalla decisiva», que marcó el inicio del declive del Califato omeya en las guerras árabo-bizantinas y alivió la presión árabe en la frontera de Bizancio. Sin embargo otros investigadores, desde el sirio E. W. Brooks —del siglo xx— hasta otros más contemporáneos como Walter Kaegi y Ralph-Johannes Lilie, no están de acuerdo con esta opinión, ya que citan el hecho de que Akroinon coincidió con la inestabilidad interna debido a las guerras civiles y la revuelta abasí, así como con otras importantes derrotas en las provincias más remotas del califato, lo que agotó los recursos militares.
De todas formas, los ataques árabes contra el Imperio bizantino en la década del 740 fueron muy ineficaces y pronto se detuvieron por completo. Con el colapso del Califato omeya, Constantino V lanzó una serie de expediciones hacia el interior de Siria, lo que aseguró la hegemonía bizantina en la frontera oriental del imperio, que se mantuvo hasta la década del 770.
En el mundo musulmán se conservó la memoria del vencido comandante árabe Abdallah al-Battal, que se convirtió en uno de los héroes más importantes para su pueblo. Fue homenajeado en la poesía épica turca bajo el nombre de Seyyid Battal Gazi.